# Amauris
Amauris is een afrotropisch geslacht van vlinders uit de familie van de Nymphalidae.

## Soorten
- Amauris albimaculata Butler, 1875
- Amauris comorana Oberthür, 1897
- Amauris crawshayi Butler, 1897
- Amauris damocles (Fabricius, 1793)
- Amauris dannfelti  Aurivillius, 1891
- Amauris echeria (Stoll, 1790)
- Amauris ellioti Butler, 1895
- Amauris hecate (Butler, 1866)
- Amauris hyalites Butler, 1874
- Amauris inferna Butler, 1871
- Amauris lygia Hulstaert, 1924
- Amauris niavius (Linnaeus, 1758)
- Amauris nossima (Ward, 1870)
- Amauris ochlea  (Boisduval, 1847)
- Amauris phoedon (Fabricius, 1798)
- Amauris tartarea Mabille, 1876
- Amauris vashti (Butler, 1869)

### Status onduidelijk
- Amauris brumilleri Lanz